# Klubi Sportiv Vllaznia Shkodër
El Klubi Sportiv Vllaznia es un club de fútbol de Albania, de la ciudad de Shkodër en el Distrito de Shkodër. Fue fundado el 16 de febrero de 1919 y juega en la Kategoria Superiore.

## Historia
El club fue fundado el 16 de febrero de 1919, lo que le convierte en el equipo de fútbol más antiguo de Albania. En sus primeros años se llamó KS Bashkimi Shkodër. En 1929 el club fue renombrado como Bashkimi Shkodran, en 1935 como KS Vllaznia Shkodër, en 1950 como KS Shkodër, en 1951 Puna Shkodër, y en 1958 adoptó definitivamente su actual denominación. Traducido al idioma español, Vllaznia significa "fraternidad".
La primera participación del club en una competición europea fue en la Copa de Europa de la temporada 1978-79.

## Uniforme
- Uniforme titular: Camiseta roja con verticales azules, pantalón y medias rojas.
- Uniforme alternativo: Camiseta, pantalón y medias azules.

## Palmarés

### Torneos nacionales
- Superliga de Albania (9): 1945, 1946, 1971-72, 1973-74, 1977-78, 1982-83, 1991-92, 1997-98, 2000-01
- Copa de Albania (8):  1964-65, 1971-72, 1978-79, 1980-81, 1986-87, 2007-08, 2020-21, 2021-22
- Supercopa de Albania (2): 1998, 2001
- Segunda División de Albania (2): 1957, 1962

## Participación en competiciones de la UEFA
| Temporada | Torneo                   | Ronda              | Club                  | Casa | Visita           |
| --------- | ------------------------ | ------------------ | --------------------- | ---- | ---------------- |
| 1978–79   | UEFA European Cup        | 1                  | Austria Wien          | 2–0  | 1–4              |
| 1987–88   | UEFA Cup Winners' Cup    | 1                  | Sliema Wanderers      | 2–0  | 4–0              |
| 1987–88   | UEFA Cup Winners' Cup    | 2                  | RoPS                  | 0–1  | 0–1              |
| 1991–92   | UEFA Cup                 | 1                  | AEK Athens            | 0–1  | 0–2              |
| 1998–99   | UEFA Champions League    | Clasificatoria     | FC Dinamo Tbilisi     | 3–1  | 0–3 (acreditado) |
| 1999–00   | UEFA Cup                 | Clasificatoria     | Spartak Trnava        | 1–1  | 0–2              |
| 2000      | UEFA Intertoto Cup       | 1                  | Nea Salamis FC        | 1–2  | 1–4              |
| 2001–02   | UEFA Champions League    | 1.ª Clasificatoria | KR Reykjavik          | 1–0  | 1–2              |
| 2001–02   | UEFA Champions League    | 2.ª Clasificatoria | Galatasaray           | 1–4  | 0–2              |
| 2003–04   | UEFA Cup                 | Clasificatoria     | Dundee FC             | 0–2  | 0–4              |
| 2004      | UEFA Intertoto Cup       | 1                  | Hapoel Be'er Sheva    | 1–2  | 3–0              |
| 2004      | UEFA Intertoto Cup       | 2                  | NK Slaven Belupo      | 1–0  | 0–2              |
| 2007      | UEFA Intertoto Cup       | 1                  | NK Zagreb             | 1–0  | 1–2              |
| 2007      | UEFA Intertoto Cup       | 2                  | Trabzonspor           | 0–4  | 0–6              |
| 2008–09   | UEFA Cup                 | 1.ª Clasificatoria | FC Koper              | 0–0  | 2–1              |
| 2008–09   | UEFA Cup                 | 2.ª Clasificatoria | S. S. C. Napoli       | 0–3  | 0–5              |
| 2009–10   | UEFA Europa League       | 1.ª Clasificatoria | Sligo Rovers          | 1–1  | 2–1              |
| 2009–10   | UEFA Europa League       | 2.ª Clasificatoria | Rapid Wien            | 0–3  | 0–5              |
| 2011–12   | UEFA Europa League       | 1.ª Clasificatoria | Birkirkara F.C.       | 1–1  | 1–0              |
| 2011–12   | UEFA Europa League       | 2.ª Clasificatoria | FC Thun               | 0–0  | 1–2              |
| 2021–22   | Europa Conference League | 1.ª Clasificatoria | Široki Brijeg         | 3–0  | 1–3              |
| 2021–22   | Europa Conference League | 2.ª Clasificatoria | AEL Limassol          | 0–1  | 0–1              |
| 2022–23   | Europa Conference League | 2.ª Clasificatoria | Universitatea Craiova | 1-1  | 0-3              |
| 2022–23   | Europa Conference League | 1.ª Clasificatoria | Linfield              | 1-0  | 1-3              |
| 2024-25   | Europa Conference League | 1.ª Clasificatoria | Valur                 | 0-4  | 2-2              |
| 2025–26   | Europa Conference League | 1.ª Clasificatoria | Daugavpils            | 0-1  | 4-2              |
| 2025–26   | Europa Conference League | 2.ª Clasificatoria | Vikingur              | 2–1  | 2–4              |